# Кёллинг, Энрико
Энрико Кёллинг (нем. Enrico Kölling; род. 27 февраля 1990, Берлин) — немецкий боксёр-профессионал, выступающий в полутяжёлой и первой тяжёлой весовых категориях. Участник Олимпийских игр (2012), серебряный призёр молодёжного чемпионата мира (2008), многократный победитель и призёр турниров международного значения в любителях.
Среди профессионалов бывший претендент на титул чемпиона мира по версии IBF (2017) в полутяжёлом весе.

## Биография
Энрико Кёллинг родился 27 февраля 1990 года в Берлине, Германия. Заниматься боксом начал в возрасте восьми лет.

### Любительская карьера
Впервые заявил о себе в боксе в 2006 году, когда вошёл в состав немецкой национальной сборной и выступил на кадетском чемпионате Европы в Албании.
В 2007 году стал чемпионом Германии среди юниоров, выиграл юниорский Кубок Бранденбурга во Франкфурте-на-Одере.
В 2008 году отметился победой на юниорском международном турнире в Боснии и Герцеговине, стал серебряным призёром молодёжного чемпионата мира в Гвадалахаре.
Начиная с 2009 года боксировал на взрослом уровне, в частности выиграл взрослое немецкое национальное первенство в зачтёте полутяжёлой весовой категории.
В период 2010—2011 годов неоднократно принимал участие в матчевых встречах полупрофессиональной лиги World Series of Boxing, где представлял немецкую и турецкую команды. На чемпионате мира в Баку на стадии 1/16 финала был остановлен кубинцем Хулио Сесаром ла Крусом, который в итоге и стал победителем этого турнира.
Благодаря череде удачных выступлений удостоился права защищать честь страны на летних Олимпийских играх 2012 года в Лондоне. В категории до 81 кг благополучно прошёл первого соперника по турнирной сетке, тогда как во втором бою в 1/8 финала со счётом 9:12 потерпел поражение от алжирца Абдельхафида Беншабла.

### Профессиональная карьера
Вскоре по окончании лондонской Олимпиады Кёллинг покинул расположение немецкой сборной и в сентябре 2012 года успешно дебютировал на профессиональном уровне. Боксировал преимущественно на территории Германии, владел титулами молодёжного чемпиона Всемирной боксёрской организации (WBO) и интерконтинентального чемпиона Всемирной боксёрской ассоциации (WBA).
Имея в послужном списке 23 победы и только одно поражение, в 2017 году удостоился права оспорить вакантный титул чемпиона мира по версии Международной боксёрской федерации (IBF), но проиграл нокаутом в двенадцатом раунде россиянину Артуру Бетербиеву (11-0).
В 2018 году боксировал с соотечественником Домиником Бёзелем (27-1) за титул чемпиона Европейского боксёрского союза (EBU), противостояние между ними продлилось все отведённые 12 раундов, в итоге судьи единогласным решением отдали победу Бёзелю.